# Syrma
Syrma eller Jota Virginis ( ι Virginis, förkortat Jota Vir,  ι Vir) som är stjärnans Bayerbeteckning, är en dubbelstjärna belägen i östra delen av stjärnbilden Jungfrun. Den har en skenbar magnitud på +4,08 och är synlig för blotta ögat. Baserat på parallaxmätning inom Hipparcosuppdraget på ca 45 mas, beräknas den befinna sig på ett avstånd av 72,5 ljusår (22,2 parsek) från solen.

## Nomenklatur
Jota Virginis har det traditionella namnet Syrma, som kommer från det arabiska سرما (تطريز sirmā. Den Internationella astronomiska unionen organiserade år 2016 en arbetsgrupp om stjärnnamn (WGSN) med uppgift att katalogisera och standardisera riktiga namn för stjärnor. WGSN fastställde namnet Syrma för denna stjärna den 12 september 2016 vilket nu är infört i IAU:s Catalog of Star Names.

## Egenskaper
Syrma är en gulfärgad stjärna i huvudserien av typ F och av spektralklass F7IV-V Stjärnan har en massa som är 1,5 gånger större än solens och en radie som är 2,5 gånger solens radie. Den utsänder från sin yttre atmosfär 8,7 gånger mer energi än solen vid en effektiv temperatur på 6  282 K.
Syrma är en astrometrisk dubbelstjärna. Dess följeslagare stör regelbundet primärstjärnan, vilket gör att denna wobblar runt dess gemensamma tyngdpunkt. En preliminär omloppsperiod på 55 år har beräknats. Följeslagaren har inte observerats direkt, men baserat på dess massa (0,6 M ☉) kan den vara en huvudseriestjärna eller en vit dvärg. Den påverkar också primärstjärnans drivande radiella hastighet.
År 2011 noterades att den svaga huvudseriestjärnan av typ K, HD 125354, hade en liknande egenrörelse genom rymden och var sannolikt fysiskt associerad. Ett annat dokument från 2015 stödde denna hypotes. Stjärnan, som ligger 1,2 ly (0,37) bort från Syrma, är i sig själv en nära dubbelstjärna med en annan stjärna åtskild endast 0,33 bågsekunder från huvudstjärnan.